# Distrito Histórico de Willis-Selden
El Distrito Histórico Willis-Selden está ubicado en Detroit, Míchigan. Consta de tres calles: Willis, Alexandrine y Selden, que van desde la Woodward Avenue en el oriente hasta la Third Avenue en el occidente. Fue incluido en el Registro Nacional de Lugares Históricos en 1997.

## Historia

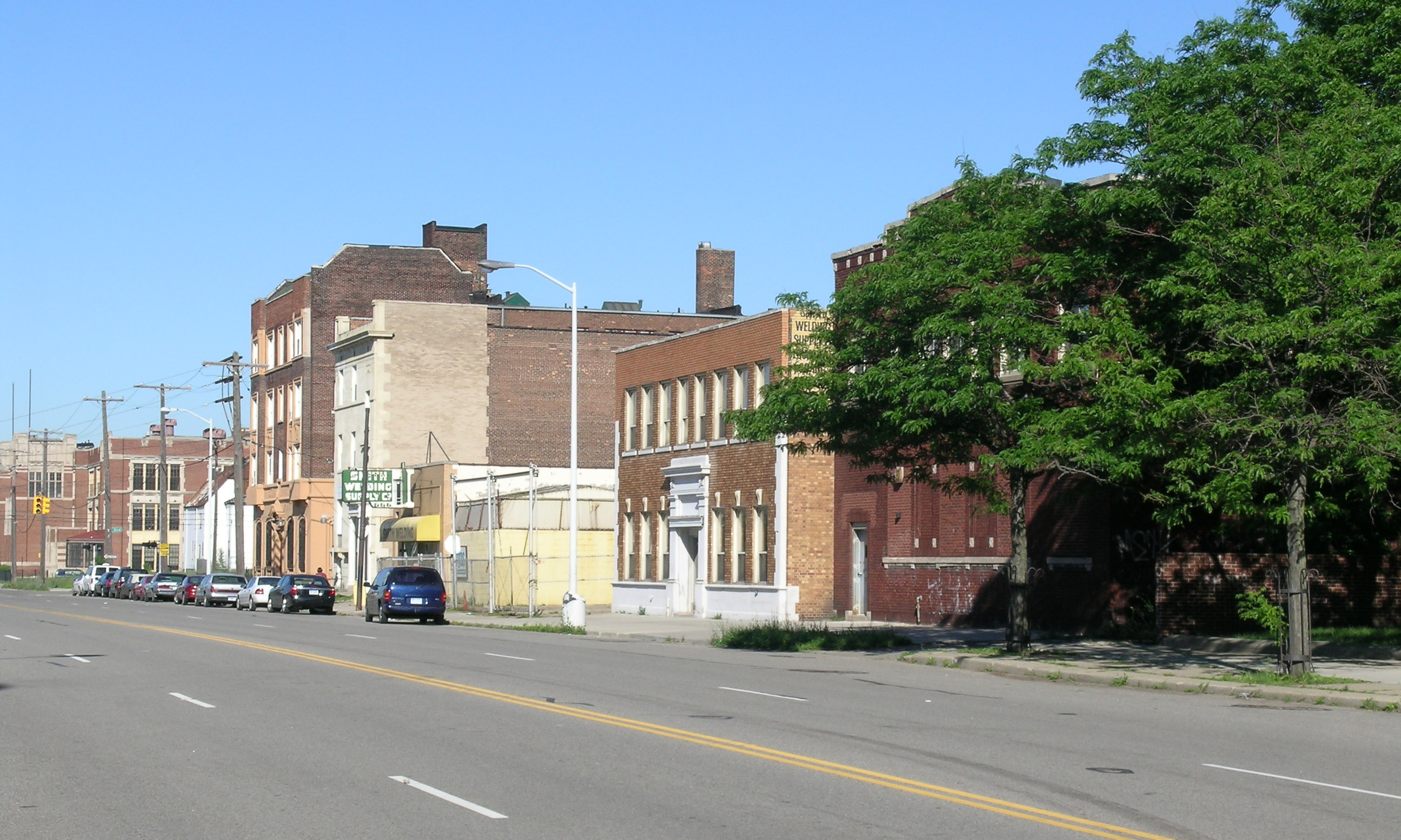
Selden Street entre las calles Segunda y Tercera. Foto tomada desde los Coronado Apartments.

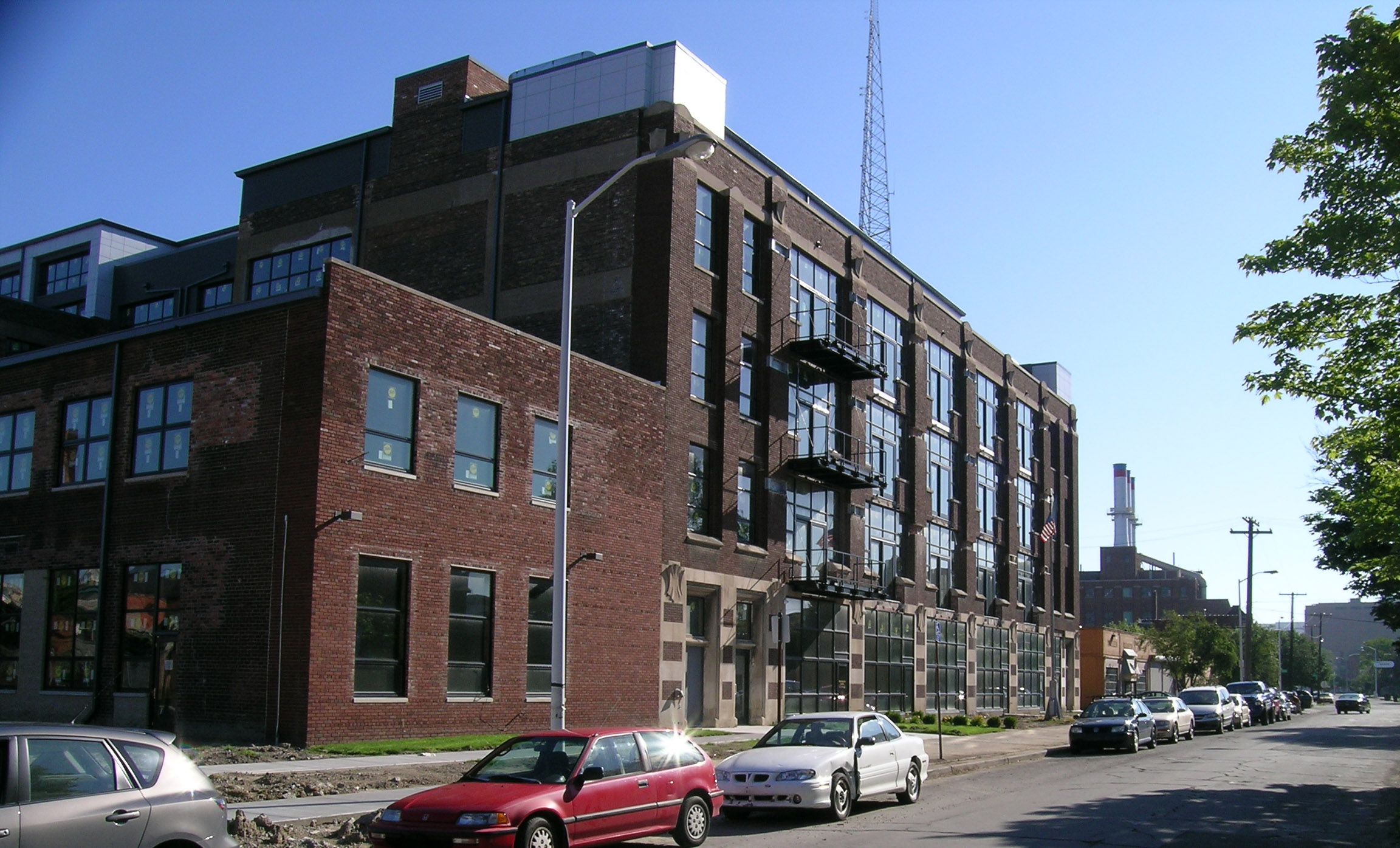
Willis Overland Lofts, en Willis mirando al oriente.

La tierra que forma el distrito histórico Willis-Selden era originalmente Park Lots, Cass Farm y Jones/Crane Farm. Estas parcelas se subdividieron a finales del siglo XIX. Debido en parte al crecimiento de Detroit durante la década de 1860 y al generoso tamaño de los lotes, el distrito Willis-Selden se convirtió en un área popular para el desarrollo, particularmente para la clase profesional relativamente rica.
A principios del siglo XX, el distrito se convirtió en el hogar de proveedores de la industria automotriz, una vez más debido a su ubicación y grandes lotes. El cuarenta y uno por ciento de los edificios comerciales en el distrito construidos entre 1910 y 1930 estaban relacionados con los automóviles.
Además, se construyeron apartamentos grandes y de alta densidad para satisfacer las demandas de la gran afluencia de trabajadores automotrices a Detroit. Sin embargo, la Gran Depresión tuvo un impacto marcado en la industria y en Willis-Selden, enviándolos a la decadencia.

## Edificios
De los edificios ubicados dentro del distrito, algunos son históricamente significativos por derecho propio. Estos incluyen:
- Detroit–Columbia Central Office Building (52 Selden)
- Iglesia Metodista Unida de la Avenida Cass (3901 Cass Avenue, en Selden)
- Coronado Apartments (3751-73 Second Avenue, en Selden)
- Stuber–Stone Building (4221-4229 Cass Avenue, en Willis)
- Willis Avenue Station (50 W. Willis)